# Rain (비틀즈의 노래)
〈Rain〉은 영국의 록 밴드 비틀즈의 노래이다. 1966년 5월 30일 〈Paperback Writer〉의 B면에 실려 발표되었다. 두 곡 모두 《Revolver》 세션 와중에 녹음되었으나 둘 다 앨범에 실리지 못했다. 〈Rain〉은 실제로는 존 레논이 쓴 곡이지만 명의는 레논-매카트니를 따른다. 레논은 이 곡의 의미를 "항상 날씨에 관해서 투덜거리는 사람들에 관한 것"이라고 했다.
본곡에는 속도를 늦춘 리듬 트랙, 웅웅대는 베이스 라인, 거꾸로 재생시킨 보컬이 들어가 있다. 발표되자마자 이 곡은 대중음악에 최초로 되감기한 소리를 집어넣은 곡으로서 역사에 기록되었으나, 실제로는 비틀즈는 《Revolver》 세션 당시 〈Tomorrow Never Knows〉의 녹음에서 이것보다 일찍 되감는 기술을 사용한 바 있다. 링고 스타는 본곡에서의 자신의 연주를 최고라고 자부하고 있다. 본곡을 위해 세 편의 홍보영상이 제작되었으며, 이들 모두 뮤직비디오의 선구자적 역할을 한 것으로 평가된다.

## 배경 및 영감
〈Rain〉에 관련하여 존 레논은 코멘트하기를 "날씨가 마음에 들지 않아서 ... 불평하는 사람들"에 관한 것이라고 했다. 본곡에 대한 또다른 해석은 이 노래에서 나오는 "비"와 "해"가 온후했던 LSD로 인한 환각상태(LSD trip)에서 경험한 현상이라는 것이다. 비틀즈의 1963년 노래 〈There's a Place〉에서 레논은 일찍이 정신에 의한 육체적 문제의 극복(mind over matter)의 중요성을 노래한 바 있었다. 〈Rain〉은 환각제의 영향을 통하여 이 아이디어에서 한발짝 더 나아간 것이다. 저자 니콜라스 샤프너는 이 곡을 비틀즈가 최초로 실세계를 환각으로서 표현한 곡이라 간주하였다. 환각이라는 주제 자체는 비틀즈의 사이키델릭 시대를 통틀어 레논과 조지가 깊이 탐구하던 것이다.
레논-매카트니 작곡 파트너십을 취재한 1970년대 초 기사를 보면 〈Rain〉은 레논이 홀로 쓴 것으로 나와 있다. 1997년의 폴 매카트니의 인정을 받은 전기 《매니 이어스 프롬 나우》에서 당시의 기억을 더듬은 매카트니는 이 곡이 공동작업에 의해 이루어진 것이라고 하면서 곡에 대한 권리는 존이 "70"이고 자신이 "30"이라고 했다. "옛날부터 노래에서는 비를 나쁜 것으로 다루었지만, 우리는 그게 나쁘지 않은 것이라 하고 싶었습니다. 비가 등 뒤에서 방울방울 떨어지는 그 느낌보다 더 좋은 게 있던가요."라고 매카트니가 회고한 데 대하여, 비틀즈 전기작가 스티브 터너는 본곡의 철학적인 측면을 무시한 지나친 단순화라고 여겼다.

## 구성
음악학연구가 앨런 폴락에 의하면, 비록 비틀즈가 이 곡의 녹음에서 "시타르나 다른 민속 '세계음악' 악기"를 사용하지 않았음에도 불구하고 인도전통음악의 양식을 강력하게 환기시키고 있다. 특히나 "웅웅거리는 하모니와 이따금씩 튀어나오는 화려한 선율"에서 그러하다. 민족음악학자 데이비드 렉은 〈Tomorrow Never Knows〉와 〈Love You To〉에 견주어서 이 곡은 "오리엔탈리즘에 보다 은연한 영향을 받았다"고 간주하였으나, 그럼에도 해리슨의 왜곡된 리드 기타연주, 링고 스타의 드럼연주, 되감기는 테이프 효과로 인하여 인도음악과 같은 사운드를 내지는 않는다고 했다. 레논의 노랫소리는 힌두스탄 성악의 가마카 형태로서 반반한 음색과 장식(ornamentation)을 동원하고 있다.
G 메이저인(최종믹스에서는 피치가 4분의 1정도 낮으며, 배킹 트랙은 A 샤프로서 보다 빠르다) 이 곡은 폴락이 말한 바와 같이 "둥둥거리는 임시변통한 솔로 스네어 드럼 팡파르"로 시작되며 이어서 첫 코드의 기타 인트로가 진행된다. 버스(verse)는 9마디 길이며 박자는 4
4 박자를 따른다. 각 버스는 G, C, D 코드(I, IV, V)에 기반된다. 후렴은 I 및 IV 코드만을 포함하며 12마디 길이(6마디 패턴의 반복)이다. 처음의 두 마디는 G 코드다. 세 번째와 네 번째 마디는 C 코드로서 소위 6
4 제2 전위로 되어 있다. 다섯 번째와 여섯 번째 마디에서는 다시 G 코드로 되돌아간다. 폴락은 후렴이 버스보다 느린 듯이 느껴진다 했으나, 박자는 서로 같다고 했다. 이것은 "처음의 네 마디의 박자변화가 지금까지의 껑충거림에서 보다 꾸준하고 정기적인 것으로" 됨으로써 이룩해낸 착각이다.
네 번의 버스와 두 번의 후렴이 끝난 후에 짧은 솔로 기타 및 드럼 연주가 재생되며 딱 한 박자 완벽하게 묵음이 되는 구간이 존재한다. 이후 음악은 되감기한 노랫소리와 함께 진행된다.
앨런 코진은 매카트니의 베이스 연주를 두고 "프렛보드 곳곳을 누비며 이루어지는 독창적인 대위법으로 ... 레논과 매카트니가 중동 스타일이 첨가된 완전 4도의 멜로디에 하모니를 맞추며, 매카트니는 먼저 높은 G를 쿵쾅거리면서 노래의 웅웅거리는 특성을 강조하고, 그것을 20박자에 걸쳐 우직하게 연주하고 있다."고 했다.

## 녹음
비틀즈는 이 곡을 런던 EMI 스튜디오(현 애비 로드 스튜디오)에서 1966년 4월 14일에 녹음하였다. 〈Paperback Writer〉을 녹음한 날과 같은 날이었다. 4월 16일, 일련의 오버더빙과 믹싱을 거쳐 이 곡은 완성되었다. 이날 비틀즈는 새로운 사운드와 효과를 실험하는 데에 크게 열중하였다. 이러한 실험들은 비틀즈의 7집 앨범 《Revolver》에서 그 진가를 드러내게 된다. 두 세션에서 모두 엔지니어를 담당한 제프 에머릭은 음색을 달리하기 위하여 배킹 트랙을 "평상시보다 빠르게" 재생했다고 했다. 원래 속도보다 살짝 늦추어 되감아 재생하자 "음악은 음색부터 철저하게 달라져 있었다." 한편 레논의 리드 보컬의 음색을 달리하기 위해서는 이와 정반대의 기술이 사용되었다. 테이프 머신의 속도를 느리게 하여 녹음한 것인데, 레논의 보컬을 되감은 것보다 높은 소리가 났다.
이 곡에서 레논은 1965년 그레치 내슈빌, 매카트니는 1964년 리켄배커 4001S 베이스, 해리슨은 1964 깁슨 SG, 스타는 루딕 드럼을 사용하였다. 베이스 신호를 높히기 위하여 에머릭은, EMI 기술엔지니어 켄 타운센드가 마이크 노릇을 하도록 개조한 스피커를 통해 매카트니의 앰프를 녹음하였다. 이 기술은 싱글에 수록되는 두 곡에서만 한정적으로 쓰이게 되었지만, 그렇게 해서 만들어진 강화된 베이스 사운드는 《Revolver》의 큰 특징 중 하나가 되었다.
높아진 베이스 기타의 사운드는 EMI 규정을 위반할 정도였다. 이것은 음반구매자의 축음기 바늘이 강한 사운드로 인하여 튀어오를지도 모른다는 우려에서 만들어진 규정이었다. 그리하여 〈Paperback Writer〉 및 〈Rain〉은 EMI의 유지보수부서에서 '자동적 일시적 과부하제어장치(Automatic Transient Overload Control, ATOC)'라 부른 기계를 처음으로 사용한 음반이 되었다. 이 새로운 기계는 당시의 어느 싱글보다도 높은 소리를 담을 수 있도록 해주었다.

### 되감기는 사운드
이 곡의 코다에서는 되감은 보컬이 등장한다. 레논은 훗날 음반에서 이같은 기술이 쓰인 것은 처음이라고 했다. 레논의 보컬 트랙으로서 편집된 되감기는 부분에는 레논이 "sunshine"이라는 단어를 말하는 부분과, 코러스에서 "rain"을 부르는 곳에서 가져온 부분과, 마지막으로 노래를 여는 가사 "If the rain comes they run and hide their heads"가 있다. 저자 로버트 로드리게스의 서술에 따르면, 다른 트랙에서 노래의 타이틀을 부르는 배킹 보컬리스트와 같이 진행되는 레논의 노랫소리는 "마치 최면상태의 황홀경에 있는 광신자가 방언(speaking in tongues)을 쏟아내는 것처럼 들린다."

레논과 프로듀서 조지 마틴 모두 자신이 이 아이디어의 발안자임을 주장했다. 레논은 1966년에 이렇게 말했다.
우리가 그 곡을 마무리지었을 때-그때가 한 네 시인가 다섯 시인가였는데-저는 뭔가 다른 걸 할 게 없나 싶어서 테이프를 들고 집으로 돌아갔습니다. 저는 굉장히 기진맥진한데다 피곤했어요. 저는 제가 무슨 일을 하는지도 모른 채 그것을 레코더 안에 집어넣었고 그게 거꾸로 재생되더군요. 그게 마음에 들었어요. 그게 이야기의 전말입니다.

해리슨 역시 레논의 창조적 사건이었음을 인정했고, 에머릭도 그러했으나, 1987년 마틴은 비틀즈 역자학자 마크 루이손에게 다른 이야기를 전했다.
저는 항상 테이프를 가지고 놀고는 했는데 저는 존의 목소리에 무언가를 추가한다면 재밌지 않을까 하는 생각을 했습니다. 그리하여 4 트랙에서 그의 메인 보컬만을 빼내서 다른 릴에다 옮겨담고서는 그것을 돌리고 그게 맞을 때까지 앞뒤로 밀었습니다. 존은 당시 밖에 나가 있었는데 나갔다 와서는 깜짝 놀라더군요.

레논은 《롤링 스톤》의 조나단 코트와 한 인터뷰에서 자신의 발언을 되풀이하였다. 1980년 인터뷰에서 레논은 이렇게 회고하였다.
스튜디오에서 집으로 돌아왔고 저는 대마초에 취해서 인사불성인 상태였습니다. 으레 그랬듯이, 저는 그날 제가 녹음한 것들을 들었습니다. 어쩌다 보니 그걸 거꾸로 들고 거기 앉아서는, 끼우고, 이어폰을 꽂았습니다. 입에는 대마초 담배를 문 상태로요. 저는 다음날 달려나가서 외쳤죠. "어떻게 해야 할지 알았어, 알았다고 ... 이거 한번 들어봐!" 그리하여 저는 몽땅 뒤로 재생하게 만들어버렸습니다. 페이드에서 기타가 거꾸로 재생되는 와중에 저는 거꾸로 노래를 하는 셈이었죠. [거꾸로 노래한다] Sharethsmnowthsmeaness ... [웃음] 그것은 그야말로 신의 선물이었습니다. 야 말입니다. 아니지, 대마초의 신인가? 아무튼 야께서 주신 거지요.

이 기술이 누구에 의해 탄생하였건, "그 시점부터" 에머릭이 쓰기를 "우리가 《Revolver》에서 시도한 모든 오버더빙은 거꾸로도 앞으로도 재생시켜봐야 했다."

## 발표 및 반응
1966년 5월 30일 〈Rain〉은 미국에서 B면을 〈Paperback Writer〉로 하여 싱글(Capitol 5651)로 발표되었으며, 6월 10일 영국에서도 그러했다. 비틀즈에 있어서는 1965년 12월의 싱글 〈Day Tripper〉 / 〈We Can Work It Out〉 이래로 처음 내보내는 싱글이었다. 비틀즈가 1966년 대부분을 대중의 시선에서 자취를 감추고서 오랜만에 발표한 이 새로운 레코드는 비틀즈의 이미지의 커다란 변신을 보여주었다. 음악기자 존 새비지는 두 트랙을 일컬어 "쨍그랑거리는 기타와 인도의 질감으로 가득차 있다." 했으며, 각각이 "사이키델릭 동전"의 다른 면을 반영하고 있다고 했다. 저자 숀 레비의 서술에 따르면, 앨범 《Revolver》의 전주곡으로서 이 싱글은 비틀즈의 "세계 최초의 가정용 환각제, 그러니까 종래 대중문화가 제공해온 그 어떤 것보다 더 거칠고 더 혁신적인 무언가의 아바타"로의 변모를 보여주는, 첫 번째 실마리임을 지적했다. 《캐시박스》에서는 "솔풀(soulful)하며 중간 속도에 효과적으로 연주된 블루스"라고 표현했다.
미국에서 이 곡은 1966년 7월 9일 빌보드 핫 100에서 최고 23위를 달성했으며, 다음주까지 그 자리를 지켰다. 〈Paperback Writer〉는 영미 양국에서 1위를 차지했다. 이것은 호주, 서독에서도 마찬가지였다.
《롤링 스톤》은 2010년 선록한 '역사상 가장 위대한 노래 500곡'에서 이 곡을 469위에 선정했으며 2004년에는 463위에 올렸다. 한편 뉴욕의 라디오 방송국 Q104.3에서 그와 비슷하게 선록한 목록에서 이 곡은 382위에 올랐다. 이언 맥도널드와 《롤링 스톤》 모두 이 곡에서의 스타의 연주를 "최상"이라며 치켜세웠으며, 올뮤직의 리치 언터베르거는 "창의적인 드럼 독주"를 호평하였다. 1984년 스타는 이런 말을 남겼다. "제 생각에 그것이야말로 제가 만들었던 레코드 중에서 가장 잘 된 게 아닌가 싶어요. 'Rain'은 저를 뿅가게 합니다 ... 저는 제 자신을 잘 알았고 제 연주를 잘 알았고 ... 그리고 거기에 'Rain'이 있었던 거지요." 이 싱글을 다룬 《가디언》의 알렉시스 페트리디스의 기사에서는 이 곡을 일컬어 "우레같으면서도 동시에 비몽사몽 혼란"스럽다고 했으며, "아무래도 비틀즈 B면을 통틀어 최고가 아닐까 한다."고 했다. 2006년 평론가와 음악인으로 구성된 패널들이 선록한 《모조》의 '비틀즈의 가장 위대한 곡 100개' 가운데 20위를 차지했다. 이 잡지의 편집자들은 이 곡이 "반문화의 폭우"의 시작에 기여하였다고 평가했다.
음악평론가 짐 드로게티스는 이 곡을 "비틀즈 사상최초의 위대한 사이키델릭 록 송"으로 표현하였다. 한편 음악사학자 사이먼 필로는 이 곡의 발표를 곧 "영국 사이키델릭 록의 탄생"이라고 했으며, 이 곡을 〈Tomorrow Never Knows〉와 〈Love You To〉와 더불어 미증유한 수준의 스튜디오 탐구와 인도미학의 선구자라고 했다. 이 곡의 느리게 재생시킨 리듬 트랙과 거꾸로 흐르는 보컬은 〈Tomorrow Never Knows〉를 비롯한 《Revolver》의 스튜디오 실험을 예시하는 것으로 주지되어왔다. 음악학연구가 월터 에버렛은 이 곡의 닫는 부분을 비틀즈가 어떻게 "페이드아웃-페이드인 코다"의 선구자가 되었는가를 알려주는 예시라고 하면서, 그 방식은 〈Strawberry Fields Forever〉, 〈Helter Skelter〉, 레드 제플린의 〈Thank You〉에도 쓰였음을 지적했다.
〈Rain〉에서의 힌두스타니식 가마카 보컬장식(vocal ornamentation)은 1960년대 말의 여러 밴드에서 채용해갔으며 그 가운데에는 무디 블루스(〈The Sun Set〉), 더 홀리스(〈King Midas in Reverse〉), 크로스비, 스틸스 & 내시(〈Guinnevere〉)가 있다.
1969년 12월 〈Rain〉의 첫 스테레오 믹스가 제작되었으며, 이듬해 초 미국 컴필레이션 앨범 이듬해 초 《Hey Jude》에 실려 발표되었다. 이 노래는 영국에서 《Rarities》와 《Past Masters, Volume Two》를 통해 다시금 재발표된 바 있다.

## 홍보 영화
비틀즈는 이 곡을 위하여 총 세 편의 홍보 영화를 찍었다. 일찍이 1965년 12월의 싱글에서 같은 시도를 한 바 있었다. 저자 마크 허츠가드와 밥 스피츠 모두 〈Paperback Writer〉와 〈Rain〉의 홍보 영화를 뮤직 비디오의 첫 예시로 보고 있다. 〈Rain〉의 홍보 영상을 찍은 것은 나중의 〈Revolution〉과 〈Don't Let Me Down〉과 같이 비틀즈가 B면을 위해 영상을 찍는 흔치않은 사례이다.
영화를 감독한 이는 비틀즈와 텔레비전 프로그램 《레디 스테디 고!》에서 호흡을 맞춘 바 있는 마이클 린드세이호그였으며, 하나의 영상에서 비틀즈는 웨스트런던에 있는 치즈윅 하우스의 정원과 온실을 거닐고 노래를 한다. 촬영일은 5월 20일. 다른 두 개의 영상은 5월 19일 EMI 스튜디오의 사운드 스테이지에서 공연하는 모습을 담은 것으로 하나는 《에드 설리번 쇼》에 내보낼 컬러영상이고, 다른 하나는 영국에서 내보낼 흑백영상이다. 매카트니는 1965년 12월 26일 모페드 교통사고를 당하여 다쳤으며, 그로부터 6개월 후에 〈Rain〉의 홍보 영화가 찍혔으므로 클로즈업하는 장면을 잘 보면 깨진 이빨이 보인다. 매카트니의 이러한 모습은 1969년에 유행한 폴 매카트니 사망설의 한 근거가 되어주기도 했다. 비틀즈는 또한 싱글의 홍보를 위하여 드물게도 텔레비전에 출연하였는데, 6월 16일에 방송된 《톱 오브 더 팝스》에서 두 곡을 립싱크해서 공연했다.
비틀즈 앤솔로지 다큐멘터리에서는 세 편의 영상과 5월 20일에 찍힌 미사용된 컬러영상을 하나로 편집하여 가져다 썼다. 새로운 편집본은 보다 리드미컬하며 빠른 컷을 보여준다.

## 리메이크 및 샘플링
〈Rain〉은 페툴라 클라크, 아이벡스, 봉워터, 험블 파이, 더 잼, 더 클래시, 쇼넨 나이프, 펌킨스, 갤럭시 500, 하드 미트, 폴리록, 그렉 올먼, 안티탬, 왕 청 등의 가수와 밴드가 리메이크했다. 그레이트풀 데드는 80년대에 앙코르로 이 곡을 종종 공연하기도 했다. U2도 투어를 진행할 때마다 이 곡 전체나 일부를 공연하였으며, 야외 콘서트에서 비가 내리기 시작하면 부를 때가 많았다. 펄 잼은 1992년 핑크팝 페스티벌 쇼에서 〈Jeremy〉를 공연할 때 〈Rain〉을 즉흥적으로 넣어서 불렀고, 2012년 아일오브와이트 페스티벌에서는 곡 전체를 불렀다. 쿨라 셰이커는 1966년 레딩 페스티벌에서 리메이크했고, 페어포트 컨벤션은 1997년 크로트레디 페스티벌에서 댄 알 브래즈와 함께 리메이크한 적이 있다. 토드 룬드그렌도 이 곡을 리메이크한 바 있으며 댄 포글버그는 후일 자신의 리메이크곡〈Rhythm of the Rain〉의 재현부에 이 곡을 삽입하기도 했다.
비틀즈의 트리뷰트 밴드 레인은 이 곡의 제목에서 밴드명을 따왔다.

## 참여 인원
- 존 레논 – 리드 및 백 보컬, 리듬 기타
- 폴 매카트니 – 백 보컬, 베이스
- 조지 해리슨 – 백 보컬, 리드 기타
- 링고 스타 – 드럼, 탬버린

이언 맥도널드 제공

### 내용주
1. ↑  폴락은 기타의 사운드를 인도악기 타푸라와 파이프에 견주기도 했다.[11]
2. ↑  1966년 7월 말 발표된 〈They're Coming to Take Me Away, Ha-Haaa!〉의 B면은 A면을 거꾸로 재생한 것이다.[30]
3. ↑  레논 왈 "아침 5시에 집으로 돌아갔습니다. 마약으로 정신없이 취한 상태로 말입니다 ... 저는 비틀거리며 테이프 레코더 앞으로 갔고 그것을 [잘못된 방향으로 집어넣고] 이어폰으로 들으며 무아지경 상태에 빠졌습니다. 이게 뭐람, 이게 뭐람, 하면서 ... 정말이지 곡 전체를 다 되감아버리고 싶더군요 ... 그래서 우리는 마지막에 태그를 해두었습니다."[37]
4. ↑  마틴은 스티브 터너와 한 인터뷰에서 자신의 견해를 되풀이했다. 마틴 왈 "이것은 장담할 수 있어요. 그것은 제가 만들었습니다." 터너에 따르면 마틴은 비틀즈와 일하기 전부터 테이프 조작을 통해 실험을 해보았다고 했다. 예컨대 1962년 BBC 라디오포닉 워크숍 싱글 〈Time Beat〉에서 그랬다 한다.[39]
5. ↑  새비지는 매카트니의 〈Paperback Writer〉를 일러 "교모복잡하고 쏜살같은 스윙잉 런던의 풍자"라고 했으며, 반면에 "심오하고 어두운" 〈Rain〉은 "깨우침 혹은 마약에 대한 받아들임"을 환기시킨다고 했다.[44]
6. ↑  해리슨은 《비틀즈 앤솔로지》에서 비틀즈가 1960년대 중반에 만든 다른 홍보 영화를 참조하며 말하기를 "그러니 제 생각에 한편으로는 저희가 MTV를 발명한 셈이죠."라 했다.[72]

### 참조주
1. ↑  스테레오 윌리엄스 (2008년 5월 16일). “The Beatles’ ‘Revolver’ Turns 50: A Psychedelic Masterpiece That Rewrote the Rules of Rock”. 《데일리 비스트》. 2017년 8월 25일에 원본 문서에서 보존된 문서.
2. ↑  The Beatles 2000, 212쪽.
3. ↑  Reising & LeBlanc 2009, 94, 95쪽.
4. 1 2  Rolling Stone staff (2011년 9월 19일). “100 Greatest Beatles Songs: 88. 'Rain'”. 《Rolling Stone》. 2013년 2월 2일에 원본 문서에서 보존된 문서. 2021년 10월 24일에 확인함.
5. ↑  MacDonald 2005, 196–97쪽.
6. ↑  Turner 1999, 102쪽.
7. ↑  Schaffner 1978, 54–55쪽.
8. ↑  “Lennon–McCartney Songalog: Who Wrote What”. 《Hit Parader》. Winter 1977 [April 1972]. 38–41쪽. 2017년 6월 6일에 확인함.
9. ↑  Miles 1997, 280쪽.
10. ↑  Turner 2016, 154쪽.
11. 1 2 3 4  Pollack, Alan W. (1993년 12월 12일). “Notes on 'Paperback Writer' and 'Rain'”. 《Soundscapes》. 2017년 7월 16일에 원본 문서에서 보존된 문서. 2021년 10월 30일에 확인함.
12. ↑  Reck 2016, 66–67쪽.
13. ↑  Reck 2016, 67쪽.
14. ↑  Allan Kozinn (1995). 《The Beatles》. London: Phaidon. 143쪽.
15. 1 2 3  Lewisohn 2005, 74쪽.
16. ↑  Gould 2007, 328–29쪽.
17. ↑  Winn 2009, 11쪽.
18. ↑  Lewisohn 2005, 70, 74쪽.
19. 1 2 3  Emerick 2006, 117쪽.
20. 1 2 3  Lewisohn 2005, 83쪽.
21. 1 2 3  MacDonald 2005, 196쪽.
22. 1 2 3 4  Fontenot, Robert (2007). “'Rain' – The history of this classic Beatles song”. oldies.about.com. 2015년 1월 4일에 원본 문서에서 보존된 문서. 2021년 10월 30일에 확인함.
23. ↑  Hertsgaard 1996, 180쪽.
24. ↑  Rodriguez 2012, 119쪽.
25. 1 2  Ingham 2006, 191쪽.
26. ↑  Turner 2016, 155쪽.
27. ↑  Rodriguez 2012, 115–16, 119쪽.
28. ↑  Rodriguez 2012, 120쪽.
29. ↑  Sheff 2010, 197쪽.
30. ↑  Savage 2015, 543, 559쪽.
31. ↑  Turner 2016, 156쪽.
32. ↑  Rodriguez 2012, 121쪽.
33. ↑  Miles 2001, 233쪽.
34. ↑  “Revolver”. beatlesinterviews.org. 2017년 7월 5일에 원본 문서에서 보존된 문서. 2021년 11월 3일에 확인함.
35. ↑  Gilliland 1969, show 37, track 4.
36. ↑  Rodriguez 2012, 120–21쪽.
37. 1 2  Schaffner 1978, 55쪽.
38. ↑  Sheff 2010, 198쪽.
39. ↑  Turner 2016, 155–56쪽.
40. ↑  Miles 2001, 232쪽.
41. ↑  Castleman & Podrazik 1976, 53–54쪽.
42. ↑  Turner 2016, 150쪽.
43. ↑  Gould 2007, 325쪽.
44. 1 2  Savage 2015, 138쪽.
45. ↑  Levy 2002, 240–41쪽.
46. ↑  “CashBox Record Reviews” (PDF). 《Cash Box》. 1966년 6월 4일. 8쪽. 2022년 1월 12일에 확인함.
47. ↑  “The Hot 100: July 9th 1966”. billboard.com. 2017년 5월 30일에 원본 문서에서 보존된 문서. 2017년 8월 2일에 확인함.
48. ↑  Castleman & Podrazik 1976, 349쪽.
49. ↑  Schaffner 1978, 69쪽.
50. ↑  Turner 1999, 101쪽.
51. ↑  Rolling Stone staff (2003년 12월 11일). “The 500 Greatest Songs of All Time (2004): 469. The Beatles, 'Rain'”. 《Rolling Stone》. 2021년 8월 12일에 원본 문서에서 보존된 문서. 2021년 8월 12일에 확인함.
52. ↑  “The Top 1,043 Classic Rock Songs of All Time: Dirty Dozenth Edition”. 2013년 12월 14일에 원본 문서에서 보존된 문서. 2014년 2월 3일에 확인함.
53. ↑  MacDonald 2005, 198쪽.
54. ↑  Rolling Stone 2004a.
55. ↑  Unterberger 2007.
56. ↑  Sheffield, Rob (2010년 4월 14일). “Ringo's Greatest Hit”. 《rollingstone.com》. Rolling Stone. 2021년 3월 3일에 원본 문서에서 보존된 문서. 2019년 3월 1일에 확인함.
57. ↑  Petridis, Alex (2019년 9월 26일). “The Beatles' Singles – Ranked!”. 《The Guardian》. 2020년 8월 26일에 원본 문서에서 보존된 문서. 2020년 8월 18일에 확인함.
58. ↑  Alexander, Phil;  외. (July 2006). “The 101 Greatest Beatles Songs”. 《Mojo》. 80쪽.
59. ↑  DeRogatis 2003, 43쪽.
60. ↑  Philo 2015, 111–12쪽.
61. ↑  Everett 2009, 154쪽.
62. ↑  Everett 1999, 44쪽.
63. ↑  Everett 1999, 45쪽.
64. ↑  Winn 2009, 11–12쪽.
65. ↑  Lewisohn 2005, 201쪽.
66. ↑  Winn 2009, 12쪽.
67. ↑  Unterberger 2006, 319쪽.
68. ↑  Ingham 2006, 164–65쪽.
69. ↑  Rodriguez 2012, 159–60쪽.
70. ↑  Hertsgaard 1996, 8쪽.
71. ↑  Spitz 2005, 609–10쪽.
72. ↑  The Beatles 2000, 214쪽.
73. ↑  Unterberger 2006, 318쪽.
74. ↑  Miles 2001, 231쪽.
75. 1 2  Neaverson 2009.
76. ↑  Turner 2016, 183쪽.
77. ↑  Winn 2009, 20쪽.
78. ↑  Miles 2001, 221쪽.
79. ↑  Rodriguez 2012, 161–62쪽.
80. ↑  Castleman & Podrazik 1976, 257쪽.
81. ↑  Savage 2015, 317–18쪽.
82. ↑  Everett 1999, 68쪽.
83. ↑  Winn 2009, 21쪽.
84. ↑  Unterberger 2006, 320쪽.
85. ↑  U2gigs.com 2010.
86. ↑  “Pearl Jam Setlist”. 《setlist.fm》. 2016년 3월 11일에 원본 문서에서 보존된 문서. 2017년 8월 25일에 확인함.
87. ↑  Fontenot 2008.
88. ↑  찰스 이셔우드 (2010년 10월 26일). “Another Long and Winding Detour”. 《뉴욕 타임스》. 2016년 10월 9일에 원본 문서에서 보존된 문서. 2017년 8월 25일에 확인함.

## 참고 문헌
- The Beatles (2000). 《The Beatles Anthology》. San Francisco, CA: Chronicle Books. ISBN 978-0-8118-2684-6. 2017년 2월 22일에 원본 문서에서 보존된 문서. 2021년 10월 30일에 확인함.
- Castleman, Harry; Podrazik, Walter J. (1976). 《All Together Now: The First Complete Beatles Discography 1961–1975》. New York, NY: Ballantine Books. ISBN 0-345-25680-8.
- DeRogatis, Jim (2003). 《Turn on Your Mind: Four Decades of Great Psychedelic Rock》. Milwaukee, WI: Hal Leonard. ISBN 978-0-634-05548-5.
- Emerick, Geoff; Massey, Howard (2006). 《Here, There and Everywhere: My Life Recording the Music of the Beatles》. New York: Penguin Books. ISBN 978-1-59240-179-6.
- Everett, Walter (1999). 《The Beatles as Musicians: Revolver Through the Anthology》. New York, NY: Oxford University Press. ISBN 978-0-19-512941-0. 2020년 7월 1일에 원본 문서에서 보존된 문서. 2021년 10월 30일에 확인함.
- Everett, Walter (2009). 《The Foundations of Rock: From "Blue Suede Shoes" to "Suite: Judy Blue Eyes"》. New York, NY: Oxford University Press. ISBN 978-0-19-531024-5.
- Gilliland, John (1969). “The Rubberization of Soul: The great pop music renaissance.” (audio). 《Pop Chronicles》. University of North Texas Libraries.
- Gould, Jonathan (2007). 《Can't Buy Me Love: The Beatles, Britain and America》. London: Piatkus. ISBN 978-0-7499-2988-6. 2020년 6월 25일에 원본 문서에서 보존된 문서. 2021년 10월 30일에 확인함.
- Hertsgaard, Mark (1996). 《A Day in the Life: The Music and Artistry of the Beatles》. London: Pan Books. ISBN 0-330-33891-9.
- Ingham, Chris (2006). 《The Rough Guide to the Beatles》. London: Rough Guides/Penguin. ISBN 978-1-84836-525-4.
- Levy, Shawn (2002). 《Ready, Steady, Go!: Swinging London and the Invention of Cool》. London: Fourth Estate. ISBN 978-1-84115-226-4.
- Lewisohn, Mark (2005) [1988]. 《The Complete Beatles Recording Sessions: The Official Story of the Abbey Road Years 1962–1970》. London: Bounty Books. ISBN 978-0-7537-2545-0.
- MacDonald, Ian (2005). 《Revolution in the Head: The Beatles' Records and the Sixties》 2 rev.판. London: Pimlico. ISBN 978-1-84413-828-9.
- Miles, Barry (1997). 《Paul McCartney: Many Years from Now》. New York, NY: Henry Holt. ISBN 978-0-8050-5248-0.
- Miles, Barry (2001). 《The Beatles Diary Volume 1: The Beatles Years》. London: Omnibus Press. ISBN 0-7119-8308-9.
- Neaverson, Bob (2009). “Beatles Videography”. 2009년 4월 27일에 원본 문서에서 보존된 문서. 2009년 4월 26일에 확인함.
- Philo, Simon (2015). 《British Invasion: The Crosscurrents of Musical Influence》. Lanham, MD: Rowman & Littlefield. ISBN 978-0-8108-8626-1. 2019년 12월 7일에 원본 문서에서 보존된 문서. 2021년 11월 2일에 확인함.
- “Rain”. 《Rolling Stone》. 2004년 12월 9일. 2006년 12월 28일에 원본 문서에서 보존된 문서.
- “Rain”. 《U2gigs.com》. 2010. 2017년 6월 15일에 원본 문서에서 보존된 문서. 2009년 12월 10일에 확인함.
- Reck, David (2016) [2008]. 〈The Beatles and Indian Music〉.   Julien, Olivier. 《Sgt. Pepper and the Beatles: It Was Forty Years Ago Today》. Abingdon, UK: Routledge. ISBN 978-0-7546-6708-7.
- Reising, Russell; LeBlanc, Jim (2009). 〈Magical Mystery Tours, and Other Trips: Yellow submarines, newspaper taxis, and the Beatles' psychedelic years〉.   Womack, Kenneth. 《The Cambridge Companion to the Beatles》. Cambridge, UK: Cambridge University Press. ISBN 978-0-521-68976-2.
- Rodriguez, Robert (2012). 《Revolver: How the Beatles Reimagined Rock 'n' Roll》. Milwaukee, WI: Backbeat Books. ISBN 978-1-61713-009-0. 2021년 10월 30일에 원본 문서에서 보존된 문서. 2021년 10월 30일에 확인함.
- “The RS 500 Greatest Songs of All Time”. 《Rolling Stone》. 2004년 12월 9일. 2006년 10월 25일에 원본 문서에서 보존된 문서. 2017년 9월 10일에 확인함.
- Savage, Jon (2015). 《1966: The Year the Decade Exploded》. London: Faber & Faber. ISBN 978-0-571-27763-6.
- Schaffner, Nicholas (1978). 《The Beatles Forever》. New York, NY: McGraw-Hill. ISBN 0-07-055087-5.
- Sheff, David (2010) [1981]. 《All We Are Saying: The Last Major Interview with John Lennon and Yoko Ono》. New York, NY: Macmillan. ISBN 978-1-4299-5808-0.
- Spitz, Bob (2005). 《The Beatles: The Biography》. New York, NY: Little, Brown. ISBN 978-0-316-80352-6.
- Turner, Steve (1999). 《A Hard Day's Write: The Stories Behind Every Beatles Song》. New York, NY: Carlton/HarperCollins. ISBN 0-06-273698-1.
- Turner, Steve (2016). 《Beatles '66: The Revolutionary Year》. New York, NY: Ecco. ISBN 978-0-06-247558-9.
- Unterberger, Richie (2006). 《The Unreleased Beatles: Music & Film》. San Francisco, CA: Backbeat Books. ISBN 978-0-87930-892-6.
- Unterberger, Richie (2007). [(영어) https://www.allmusic.com/song/t993879 “Review of "Rain"”] |url= 값 확인 필요 (도움말). Allmusic. 2007년 12월 22일에 확인함.
- Sleger, Dave. “The Cropredy Box Review”. Allmusic. 2016년 12월 21일에 원본 문서에서 보존된 문서. 2021년 9월 22일에 확인함.
- Winn, John C. (2009). 《That Magic Feeling: The Beatles' Recorded Legacy, Volume Two, 1966–1970》. New York, NY: Three Rivers Press. ISBN 978-0-307-45239-9.